# 160. strelska divizija (ZSSR; II)
160. strelska divizija (izvirno rusko 160. стрелковая дивизия; kratica 160. SD) je bila strelska divizija Rdeče armade v času druge svetovne vojne.

## Zgodovina
Divizija je bila ustanovljena junija 1941 v Moskvi s preoblikovanjem 6. moskovske ljudskomilicijske strelske divizije.
26. septembra 1941 je bila ukinjena.